# Vuelo 781 de BOAC
El 10 de enero de 1954, el Vuelo 781 de British Overseas Airways Corporation un de Havilland DH.106 Comet, registrado como G-ALYP, despegó desde el Aeropuerto de Roma-Ciampino en Roma, Italia, en ruta hacia el Aeropuerto de Londres-Heathrow en Londres, Inglaterra, en el tramo final de su viaje desde Singapur. Aproximadamente a las 10:00 GMT, el avión sufrió una descompresión explosiva en altura y se estrelló en el Mar Mediterráneo, muriendo todas las personas que estaban a bordo.

## Vuelo y desastre
Gerry Bull, un exingeniero de BOAC dijo que, cuando inspeccionó el avión en Roma, comenzó a buscar «daños incidentales». Al no encontrar ninguno, supuso que la aeronave era apta para volar. Bull y el mismo equipo de ingenieros examinarían más tarde el Vuelo 201 de South African Airways antes de su vuelo final. 
El 10 de enero de 1954, el vuelo despegó a las 10:31 (hora local) para la fase final del vuelo a Londres, al mando del capitán Alan Gibson, de 31 años, uno de los pilotos más jóvenes en BOAC.
Alrededor de las 10:50, un Argonaut de la BOAC, patente G-ALHJ y pilotado por el capitán Johnson, estuvo en contacto con Gibson. Durante una comunicación por radio sobre las condiciones meteorológicas, la conversación se cortó de repente. Las últimas palabras del capitán Gibson fueron «George How Jig, did you get my...». Más o menos entonces, los restos fueron vistos caer al mar por un pescador.
El Aeropuerto de Londres-Heathrow inicialmente marcó el vuelo 781 como retrasado, pero fue suprimido hacia a las 01:30  p. m. del tablero de llegadas.

## Búsqueda, recuperación e investigación

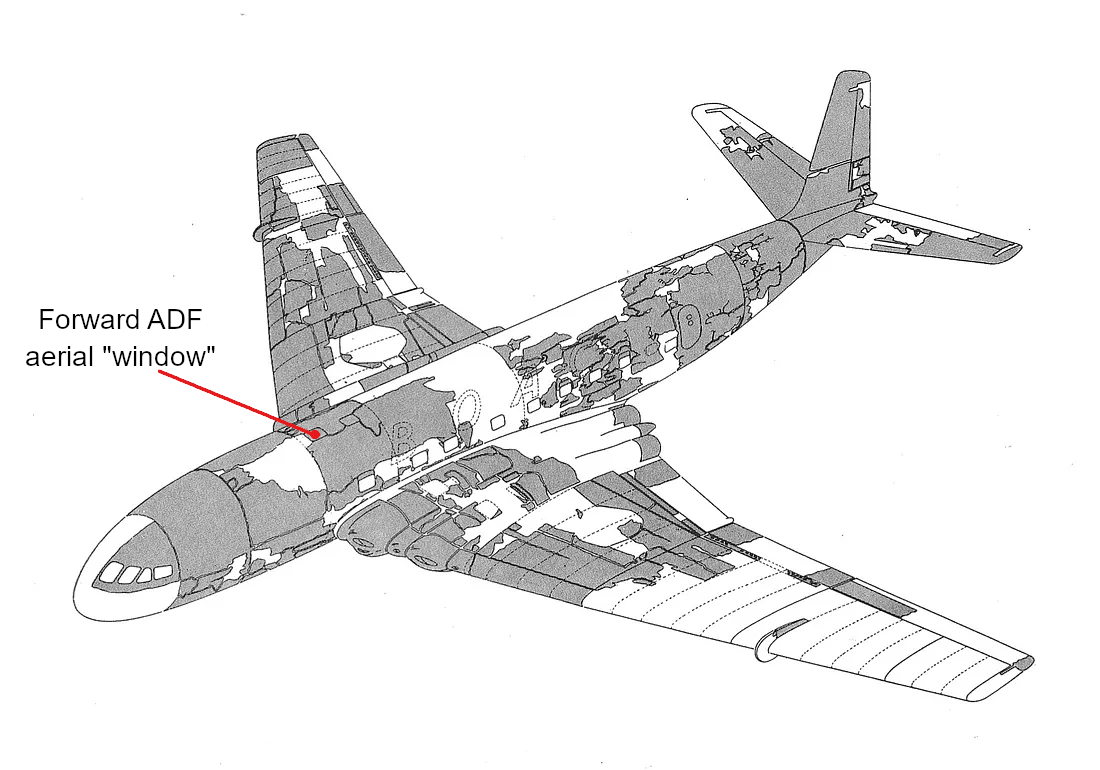
Las partes recuperadas (sombreadas) de los restos de G-ALYP y el sitio (con flechas) que se desprendió.

Ese mismo día el New York Times publicó un artículo sobre el accidente.
Al principio, la tarea de averiguar lo que ocurrió fue extremadamente difícil. En 1954 no existían las cajas negras, grabadoras de voz de cabina o grabadoras de datos de vuelo, porque no había manera de saber lo que estaba pasando. No existía ningún protocolo establecido para la investigación de accidentes de aviación.
Una búsqueda exhaustiva de la aeronave fue organizada por la Royal Navy, incluyendo el buque HMS Barhill y el barco civil de salvamento RFA Sea Salvor, de Malta.
Los testigos del accidente fueron un grupo de pescadores italianos que se preparaban para hacer sus capturas. Al ver los restos del avión cayendo al agua, acudieron al lugar para recuperar los cuerpos y encontrar posibles sobrevivientes, sin que hubiera ni uno. Con el fin de encontrar más pruebas sobre la causa del accidente, los cadáveres fueron llevados al médico forense para la autopsia. Durante el examen, el patólogo Antonio Fornari encontró fracturas post mortem en las extremidades. Pero Fornari también descubrió un patrón indistinto de las lesiones en la mayoría de las víctimas, las cuales fueron identificadas como la causa de la muerte. Estas consistían en fracturas de cráneo, colapsos pulmonares y otros daños. Fornari no halló evidencia de una explosión, y se sintió confundido por dicho patrón.
Las roturas en los pulmones eran un indicador seguro de que el aire de la cabina sin presión, porque el descenso brusco de la presión haría que los pulmones se expandan hasta que se rompen. Con el fin de apoyar la teoría y también para confirmar la causa de las fracturas de cráneo, el accidente fue simulado en el establecimiento real de los aviones en Farnborough, utilizando las mismas condiciones del avión real antes de la colisión. Para hacer este experimento, se construyó un modelo de fuselaje similar al del Comet.
Los maniquíes estaban sentados dentro del fuselaje para simular los movimientos posibles de los pasajeros durante el choque. Para simular el choque, los investigadores deliberadamente volaron el modelo mediante el aumento de la presión del aire en su interior hasta que explotó. El movimiento de los maniquíes en el aire de la cabina en el momento de la explosión fue congruente con las fracturas craneales, ya que fueron expulsados de sus asientos y se estrellaron de cabeza en el techo.
Los restos de la aeronave fueron encontrados finalmente en el lecho marino y posteriormente transportados a Londres para su investigación. Tras el examen de los restos, se hizo evidente que la aeronave se había roto en el aire, y en un principio se pensó que el avión podría haber sido derribado por una bomba. La sospecha entonces desplazado a la posibilidad de una explosión en el motor de turbina y se pusieron modificaciones en la mano para el almacenamiento del anillo de la turbina en otros Comets con armadura placa, para contener un posible disco de desintegración de la turbina.
Mientras tanto, todos los Comets iban a ser retirados a tierra hasta que estas modificaciones se llevaran a cabo. La posibilidad de descompresión de la cabina se había considerado, pero luego se descartó debido a que la cabina del Comet había sido diseñada para una fuerza considerablemente mayor que se había considerado necesario en el momento. 
Al día siguiente, el New York Times informó que BOAC había retirado de servicio todos los Comet. 
Mientras la investigación continuaba, BOAC perdía £ 50 000 por semana e intentaba desesperadamente poner de nuevo en servicio a los Comets, y el 23 de marzo tuvo éxito. El presidente de BOAC, comentó en la televisión, «Es obvio que no iban a volar el Comet con los pasajeros si no se cumplía con las condiciones indicadas».
Tan solo 16 días después, el 8 de abril, un Comet que operaba como el vuelo 201 de South African Airways despegó a las 18:32 de Roma con destino a Egipto, con 14 pasajeros y 7 tripulantes a bordo. Unos 33 minutos después de despegar el piloto informó de que iba en curso volando a 11 000 metros, entonces se perdió todo contacto.
Sir Arnold Hall, un erudito y científico de la Universidad de Cambridge, fue designado como el investigador de los accidentes.

## Fatiga del metal
El examen inicial y la reconstrucción de los restos del G-ALYP revelaron varias señales durante el vuelo de ruptura:
- Retazos de la alfombra de la cabina se encontraron atrapados en los restos de la sección de cola del Comet.
- La imprenta de una moneda se encontró en un panel de fuselaje de la parte trasera de la aeronave.
- Los frotis de puntuación y en la parte trasera del fuselaje fueron probados y se encontró que estaban en concordancia con la pintura aplicada a los asientos de pasajeros del Comet.

Cuando la mayoría de los restos fueron recuperados, los investigadores encontraron que las fracturas se iniciaron en un remache del techo de la cabina, una ventana salió despedida y se estrelló con los elevadores, la parte trasera del fuselaje a continuación se desprendió, la estructura exterior de las alas cayó, entonces las puntas de las alas exteriores, la cabina del piloto se separó y el combustible de las alas se incendió.
Para averiguar qué causó el error en primer lugar, BOAC donó el G-ALYU ("Uncle Yoke") para la prueba. El fuselaje fue puesto en un gran tanque de agua, y se bombeó agua en el avión para simular las condiciones de vuelo. El experimento se produjo 24 horas al día, 7 días a la semana y duró hasta cinco meses. Una tarea que Segundos Catastróficos en un episodio describe como «agotadora». La hipótesis se probó en la década de 2000, y los investigadores utilizaron la tecnología informática para determinar el efecto de la presurización.

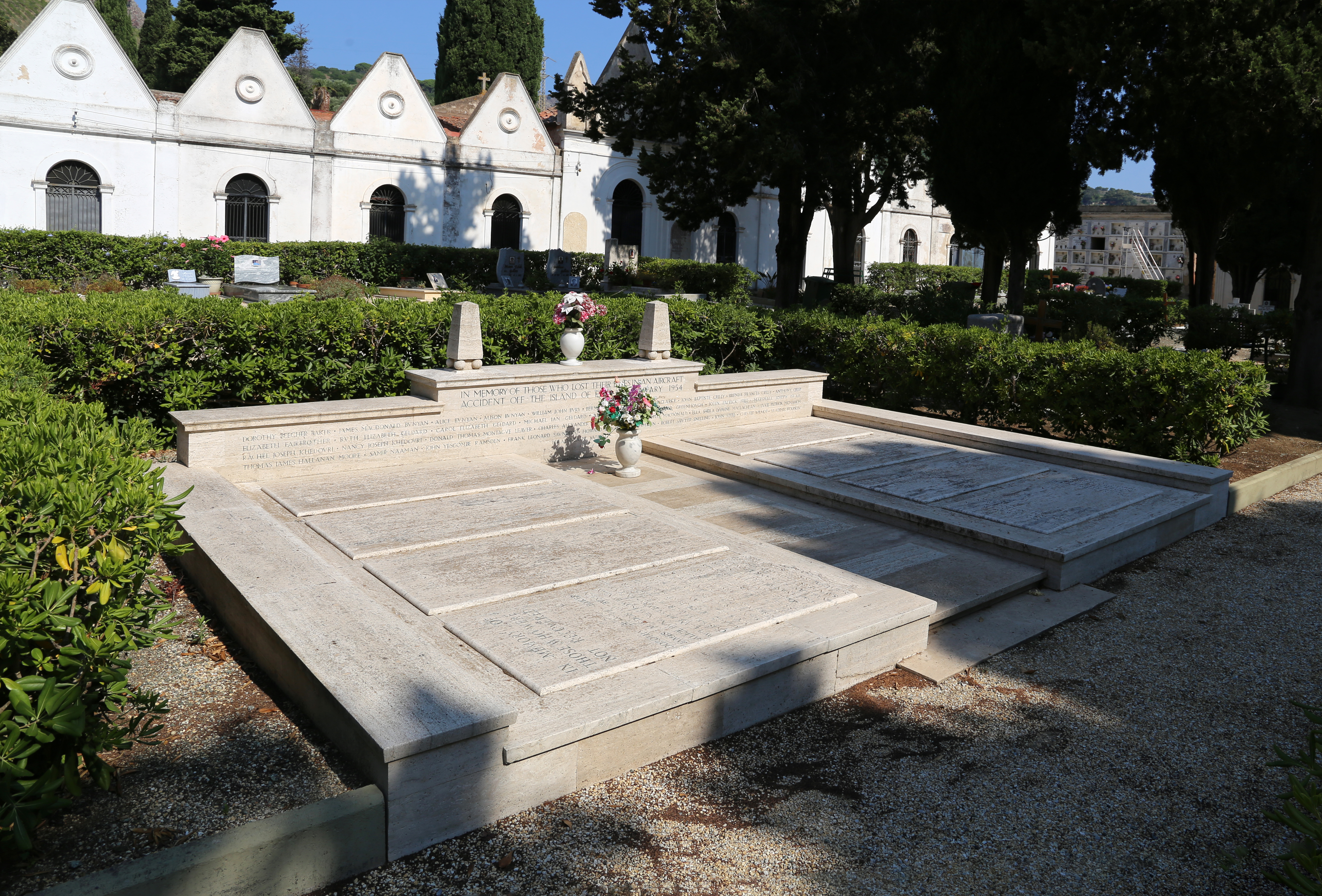
Memorial en Porto Azzurro

Se llegó a la conclusión de que el accidente se había debido a la descompresión de la cabina en la ventana del techo. Esta "ventana" era en realidad una de las dos aberturas para las antenas de un sistema de navegación electrónica en la que opacos paneles de fibra de vidrio tomaron el lugar de la ventana de 'cristal'. El fracaso fue resultado de la fatiga del metal causada por la repetida presurización y despresurización de la cabina del avión con cada vuelo. Otro hecho es que los soportes alrededor de las ventanas estaban clavados, no pegados, ya que las especificaciones originales del avión lo pedida. El problema se vio agravado por la técnica de construcción empleada en el golpe del remache. A diferencia del remachado de perforación, la naturaleza imperfecta del agujero puede haber causado el inicio de grietas por fatiga en todo el remache. Los investigadores examinaron la pieza final de los restos con un microscopio normal.
La cabina del Comet de presión había sido diseñado para un factor de seguridad cómodamente en exceso de la requerida por el British Civil Airworthiness Requirements (2,5 xP frente a la exigencia de 1.33xP y una carga máxima de 2xP, siendo P 'prueba' de la cabina de presión) y el accidente causó una revisión en las estimaciones de los requisitos de resistencia de carga segura de cabinas de presión del avión de pasajeros.
El fragmento del techo del fuselaje del G-ALYP está exhibido en el Museo de la Ciencia de Londres.
Además, se descubrió que las tensiones al alrededor de las aberturas de la cabina de presión fueron considerablemente mayores de lo previsto, en especial alrededor de esquinas afiladas de recortes, tales como ventanas. Como resultado, los futuros aviones de reacción disponen de ventanas con las esquinas redondeadas, de modo que con la curva se evita la concentración de fuerza, repartiéndola de modo homogéneo. Esta fue una característica notable distintiva de todos los modelos posteriores del Comet.
52 años después del incidente, Paul Withey, un experto en aviación, se dirigió al Museo de la Ciencia en Londres para examinar las piezas del avión con la tecnología de los años 2000. La pieza de la aeronave fue montada sobre una placa. Withey recibió una impresión de la parte de aeronave utilizando una masilla a base de silicona. En la Universidad Imperial de Londres, Withey utilizó un microscopio electrónico para examinar la impresión de masilla de la grieta por fatiga. Él encontró un defecto de fabricación al utilizar el zum a 800x y confirmó que la investigación de Sir Arnold Hall era totalmente correcta.

## Filmografía
El accidente se relata en el décimo sexto episodio de la tercera temporada de Segundos catastróficos, titulado Accidente aéreo del Comet. Y en el primer episodio de la temporada de especiales de Mayday: Catástrofes aéreas, titulado Sin Presión en las Alturas.